# Garwan
Garwan (in arabo جروان‎?) è uno dei centri abitati del Governatorato egiziano di Menufiyya.
È noto per essere stato il luogo natale di Kamal al-Ganzuri, Primo ministro dell'Egitto dal 1996 al 1999, e Premier designato dal Consiglio Supremo delle forze armate egiziane il 24 novembre del 2011.
La base della sua economia è l'agricoltura e sul suo territorio di 1.040 feddan si possono contare ben 17 impianti idrici (sāqiya) per la sollevazione dell'acqua da immettere negli impianti di canalizzazione. Vanta all'incirca 3.000 capi di bestiame.
La sua popolazione, in base al censimento del 2007, era di 13.259 persone. 